# Pałac Słuszków
Pałac Słuszków (litewski: Sluškų rūmai) – barokowy pałac położony na lewym brzegu Wilii na Starym Mieście w Wilnie.

## Historia
Pałac został wzniesiony w latach 1690–1700 przez wojewodę połockiego Dominika Słuszkę, na specjalnie do tego stworzonym sztucznym półwyspie na Wilii. Powstał z ziemi pochodzącej ze wzgórza Antokol. Początkowo fasadę zdobiły gigantyczne pilastry w stylu jońskim okalające ogromne okna. Uważa się, że dekoracje pałacu zostały wykonane przez Michelangela Palloniego oraz Giovanniego Pietra Pertiego – architekta pałacu.
Polsko-litewscy władcy wykorzystywali pałac w czasie wizyt w mieście. Rosyjski car Piotr I Wielki przebywał tutaj w 1705 i 1709 roku.
Po śmierci Słuszki pałac przypadł rodzinom książęcym – Puzynom (z rodu Rurykowiczów; od 1727 roku), a następnie  Potockim (od 1745 roku). Pijarzy kupili pałac w 1756 roku, zakładając w nim kolegiatę i drukarnię. W 1766 roku gmach został kupiony przez Michała Kazimierza Ogińskiego i przebudowany przez Pietra Rossiego. W 1794 roku został skonfiskowany przez władze carskie i przekształcony w kamienicę. W latach 1803–1831 mieścił się tu browar Dominika Zajkowskiego. Później pałac został ponownie przejęty przez wojsko carskie. Budynek został uporządkowany, i od 1872 roku służył jako więzienie wojskowe. 

## Stan obecny
Dziś w pałacu mieści się Litewska Akademia Muzyki i Teatru. Bogate oryginalne wnętrze i wygląd zewnętrzny pałacu nie zachowały się. Plany renowacyjne przewidują przywrócenie pierwotnego wyglądu, m.in. barokowy styl okien.

## Galeria

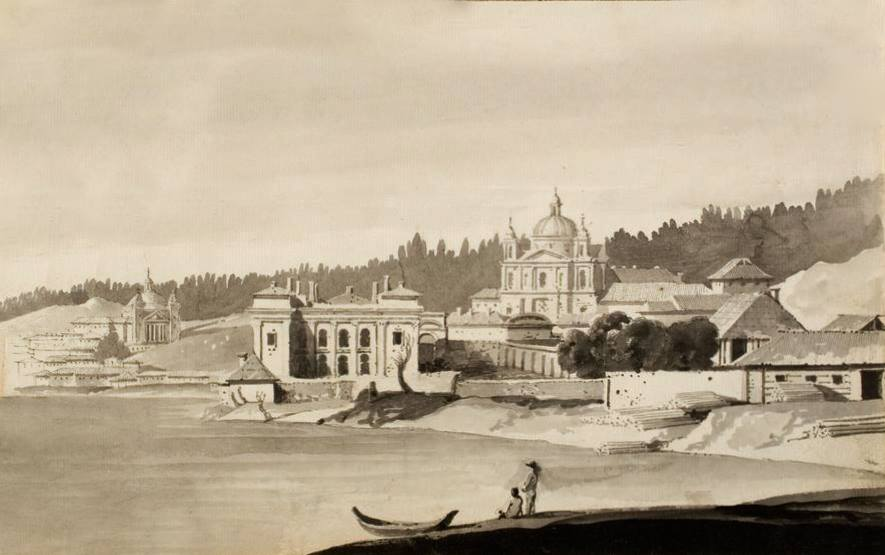
Pałac od strony miasta przed 1803 rokiem, mal. F. Smuglewicz.
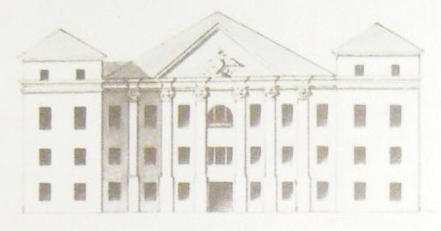
Fasada od strony Antokolu w 1831 roku
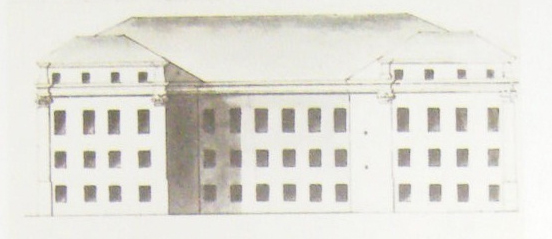
Elewacja boczna, rok 1831
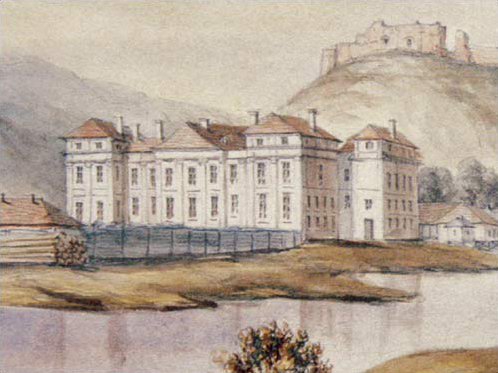
Góra Zamkowa i pałac Słuszków, Napoleon Orda, poł. XIX w.
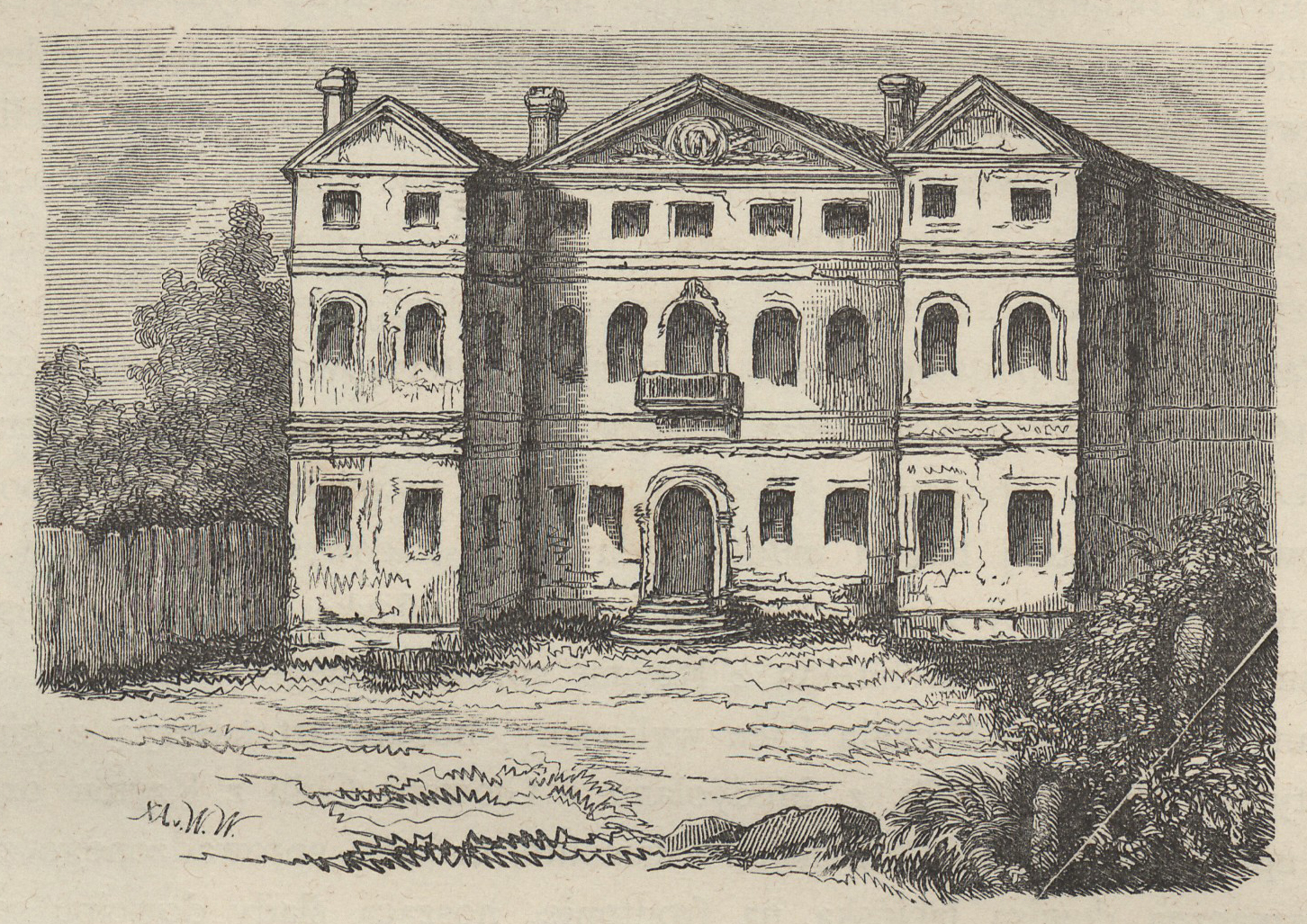
Ilustracja z książki Konstantego Tyszkiewicza Wilija i jej brzegi: pod względem hydrograficznym, historycznym, archeologicznym i etnograficznym, 1871
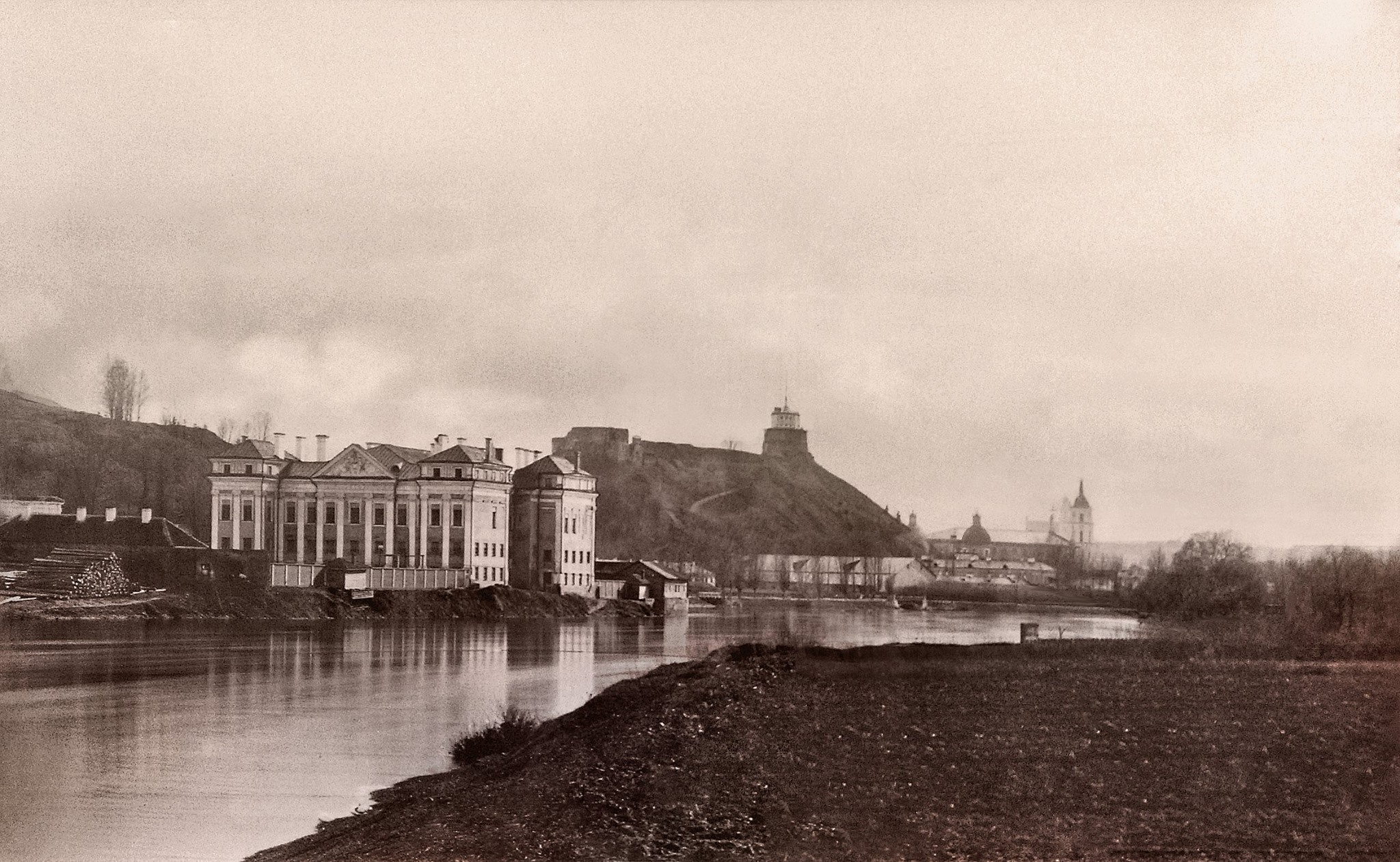
J. Czechowicz, rok 1869
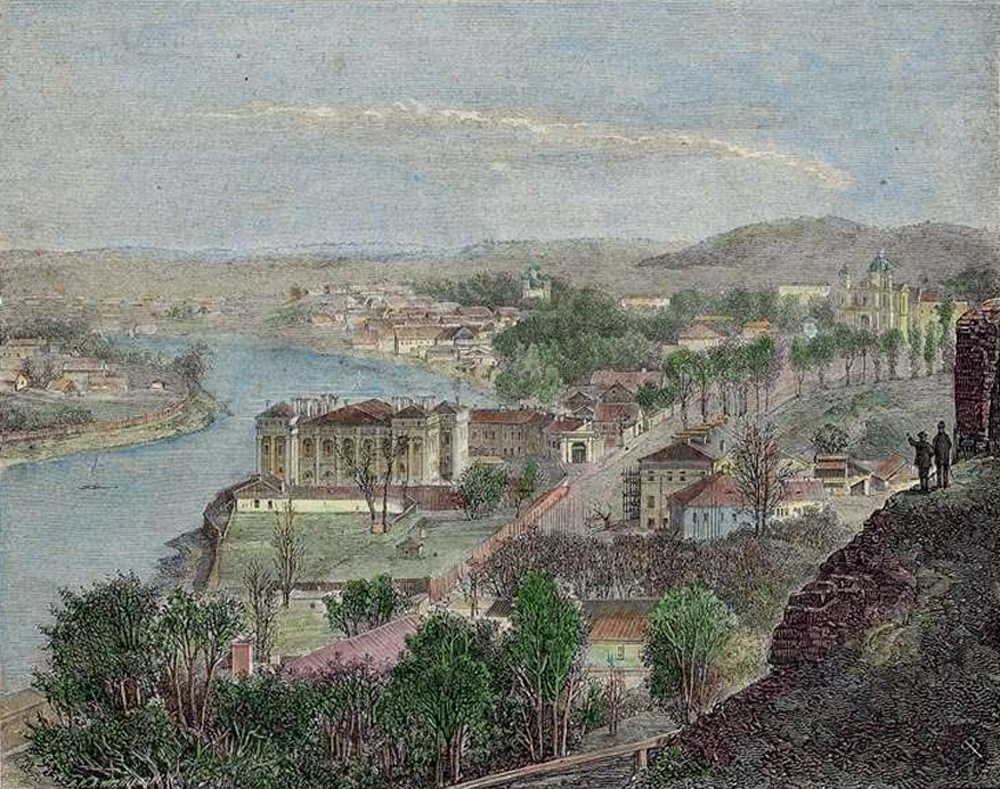
Widok pałacu w 1879
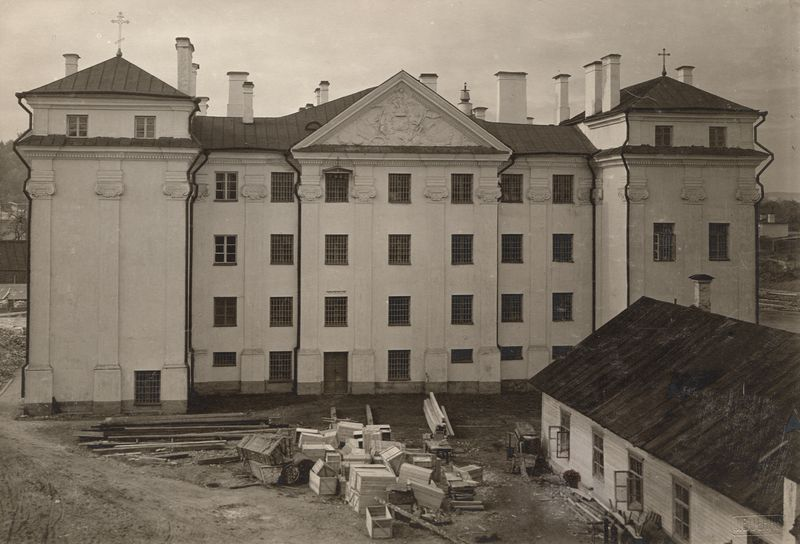
Fasada od strony Antokolu w 1915 roku, fot. Jan Bułhak
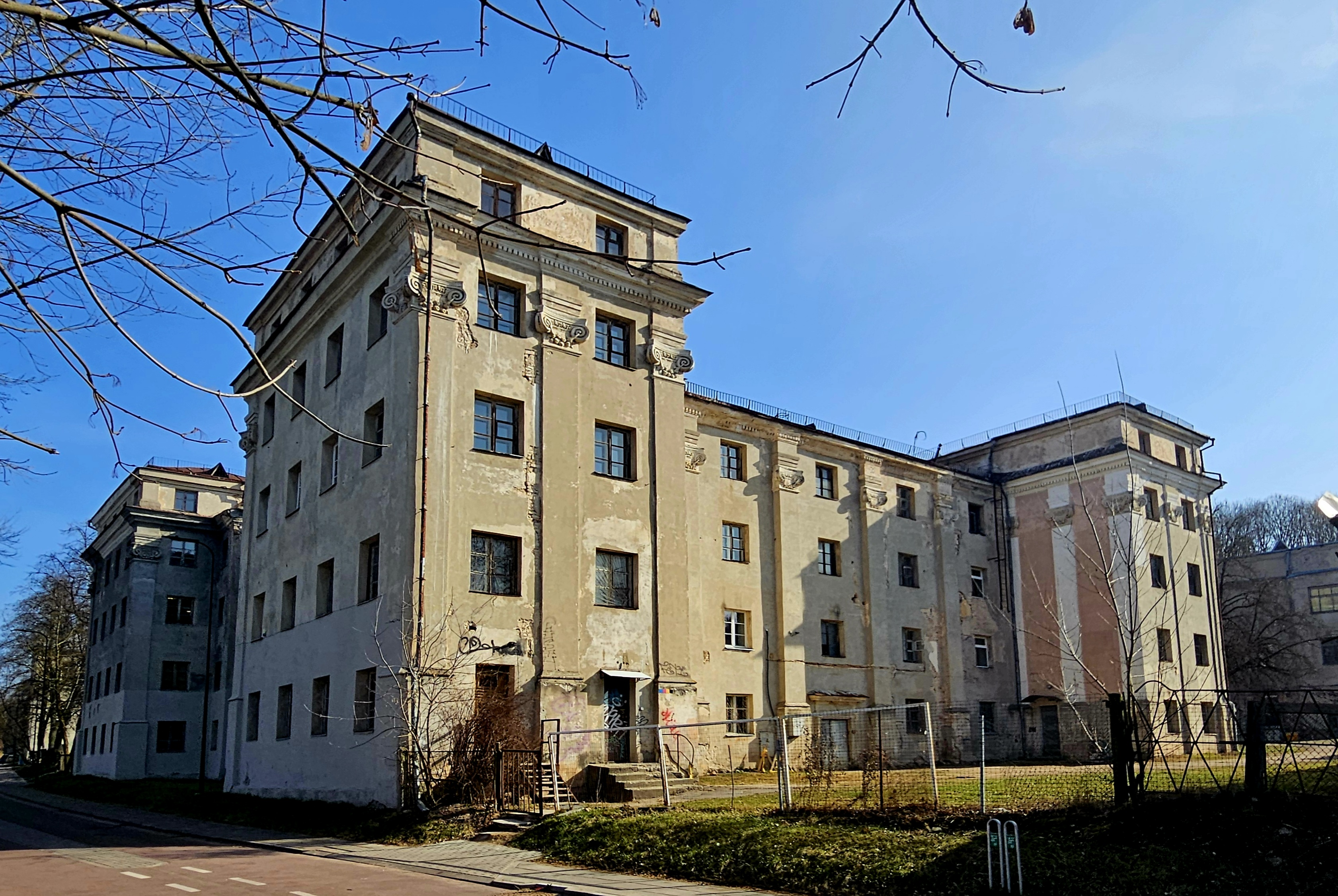
Pałac Słuszków - elewacja od strony miasta w 2025 r.